# Onze-Lieve-Vrouw van Loreto

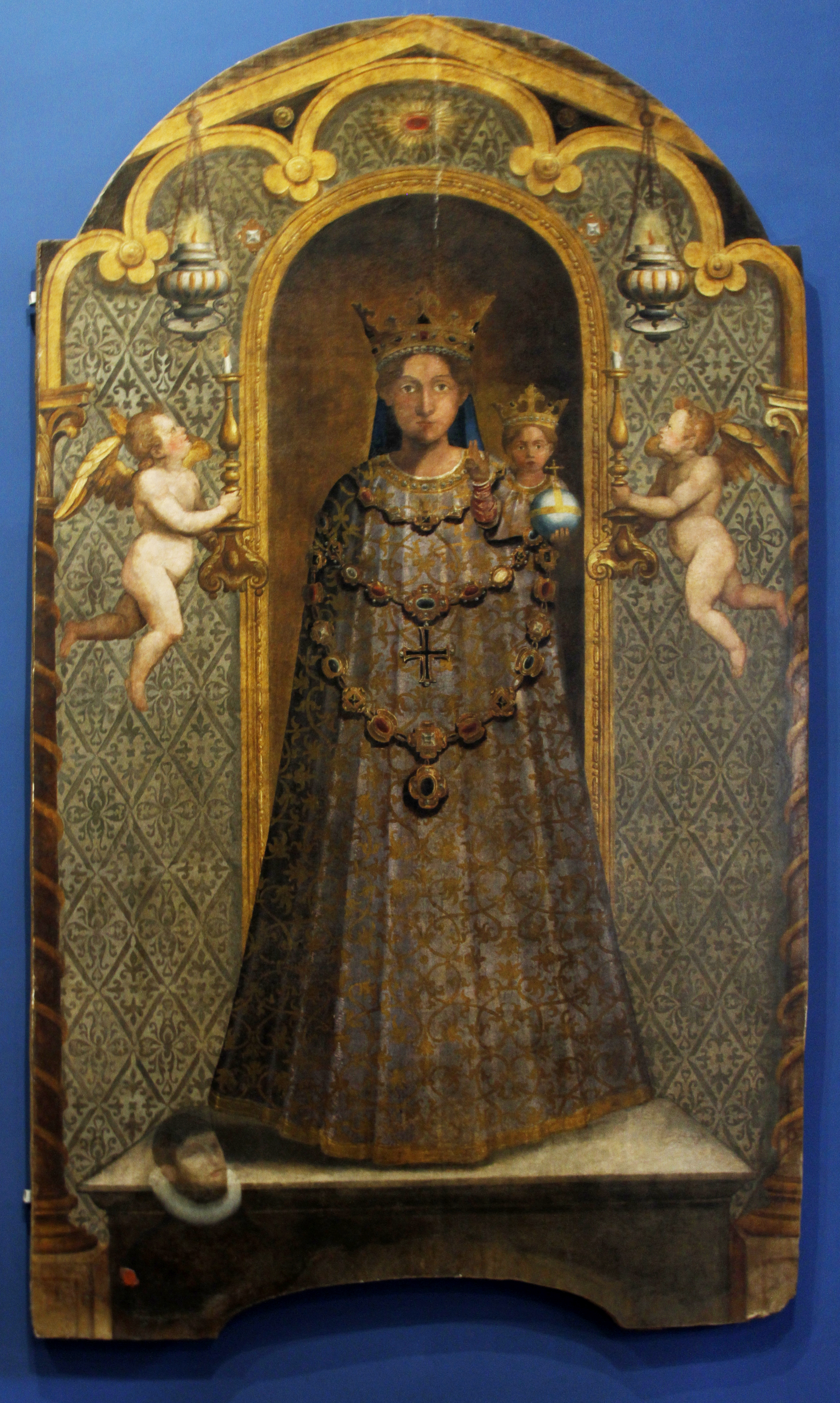
Onze-Lieve-Vrouw van Loreto

Onze-Lieve-Vrouw van Loreto is binnen de Rooms-Katholieke Kerk een titel van de Maagd Maria. 

## Legende
De titel verwijst naar het Heilige Huis van Loreto, dat volgens de katholieke traditie het huis is waar de Heilige Familie in Nazareth woonde. Volgens de legende werd dit huis in 1291 door engelen van zijn oorspronkelijke locatie naar een heuvel in Tersatto gedragen. Van daaruit werd het verplaatst naar Loreto.

## Feestdag
In oktober 2019 introduceerde paus Franciscus de Onze-Lieve-Vrouw van Loreto als een feestdag die jaarlijks op 10 december wordt gevierd.

## Kerkgebouwen
Er zijn verschillende kerkgebouwen opgedragen aan de Onze-Lieve-Vrouw van Loreto. Onze-Lieve-Vrouw-van-Loretokerken en -kapellen zijn onder andere:
- Kapel Lorette in Ronse, België
- Santa Maria di Loreto in Rome, Italië
- Onze-Lieve-Vrouw-van-Loretokapel in Brachterbeek, Nederland